# Erecella nigropicta
Erecella nigropicta is een hooiwagen uit de familie Assamiidae.